# Tetractenion acaule
Tetractenion acaule är en stekelart som beskrevs av André Seyrig 1932. Tetractenion acaule ingår i släktet Tetractenion och familjen brokparasitsteklar. Inga underarter finns listade i Catalogue of Life.